# Melanophila notata
Melanophila notata är en skalbaggsart som först beskrevs av François Louis Nompar de Caumont de Laporte och Hippolyte Louis Gory 1837.  Melanophila notata ingår i släktet Melanophila och familjen praktbaggar. Inga underarter finns listade i Catalogue of Life.